# Andreas Bethmann
Pour les articles homonymes, voir Bethmann.
Andreas Bethmann est un réalisateur allemand de séries Z.
Il a pour particularité de mélanger horreur et pornographie (viols, tortures et gore). Son cinéma d'exploitation est souvent comparé à celui de l'italien Joe D'Amato dans une version plus amateur, violente et extrême.
Le cinéaste espagnol de cinéma bis Jess Franco et son épouse l'actrice Lina Romay sont apparus plusieurs fois dans les films d'Andreas Bethmann.
Andreas Bethmann est également distributeur, éditeur et auteur dans le milieu des cinémas de genre.